# Tatary (Ciechanów)
Tatary – północna część miasta Ciechanowa w Polsce, w województwie mazowieckiem, w powiecie ciechanowskim. Rozpościera się w rejonie ulicy 17 Stycznia.